# Copa Sevilla 1994
Il Copa Sevilla 1994 è stato un torneo di tennis facente parte della categoria ATP Challenger Series nell'ambito dell'ATP Challenger Series 1994. Il torneo si è giocato a Siviglia in Spagna dal 27 giugno al 3 luglio 1994 su campi in terra gialla.

## Vincitori

### Singolare
Gonzalo López Fabero ha battuto in finale  Paolo Canè con il punteggio di 6–4, 7–6.

### Doppio
Emilio Benfele Álvarez /  José Imaz-Ruiz hanno battuto in finale  Patrick Baur /  Torben Theine con il punteggio di 6–1, 6–3.